# Campionato mondiale giovanile di scherma 2024
Il Campionato mondiale juniores di scherma del 2024 ("2024 World Juniors Fencing Championships") è stato organizzato dalla Federazione internazionale della scherma e si è svolto a Riad in Arabia Saudita dal 16 al 20 aprile.
Nel fioretto, si sono aggiudicati i titoli del campionato mondiale il nipponico Ryosuke Fukuda, che ha battuto in finale il britannico David Sosnov, e la canadese Jessica Zi Jia Guo che ha avuto la meglio sull'italiana Irene Bertini.
Nella spada l'elvetico Alban Aebersold ha battuto in finale il britannico Alec Brooke, ottenendo il titolo mondiale "juniores" maschile, mentre tra le donne la francese Oceane Francillonne ha superato la cinese Julia Yin.
Nella sciabola il rumeno Vlad Covaliu prevale sul russo Pavel Graudyn, mentre la cinese Qimiao Pan ha battuto la russa Aleksandra Mikhailova
Nel campionato mondiale "juniores" a squadre maschili, la nazionale statunitense ha prevalso nella finale del fioretto contro l'Italia, mentre la nazionale italiana ha vinto nella spada contro la formazione francese, ed infine la nazionale statunitense ha avuto la meglio sulla compagine rumena nella sciabola.
Nel campionato mondiale "juniores" a squadre femminili, la nazionale italiana ha prevalso nella finale del fioretto contro il Giappone, gli Stati Uniti d'America hanno vinto nella spada contro la compagine italiana, ed infine la formazione francese ha avuto la meglio sulla nazionale italiana nella sciabola.

## Podi

### Uomini
| Specialità  | Oro                                                                           | Argento                                                                        | Bronzo                                                                         |
| Individuali |                                                                               |                                                                                |                                                                                |
| Fioretto    | Ryosuke Fukuda                                                                | David Sosnov                                                                   | Eliot Chagnon Samarth Kumbla                                                   |
| Spada       | Alban Aebersold                                                               | Alec Brooke                                                                    | Nicolò Del Contrasto Samuel Imrek                                              |
| Sciabola    | Vlad Covaliu                                                                  | Pavel Graudyn                                                                  | Santiago Madrigal William Morrill                                              |
| A squadre   |                                                                               |                                                                                |                                                                                |
| Fioretto    | Stati Uniti Andrew Chen Chase Emmer Samarth Kumbla Daniel Zhang               | Italia Mattia De Cristofaro Federico Greganti Gregorio Isolani Marco Panazzolo | Giappone Atsuki Chiba Ryosuke Fukuda Hikaru Masuda Takushin Tanaka             |
| Spada       | Italia Nicolò Del Contrasto Matteo Galassi Fabio Mastromarino Jacopo Rizzi    | Francia Odinn Bindas Clement Bouliere Auxence Dorigo Nolan Wingerter           | Svizzera Alban Aebersold Aurele Favre Colin Mumenthaler Juliano Nicola Squieri |
| Sciabola    | Stati Uniti Colin Heathcock Cody Walter Ji William Morrill Jordan Silberzweig | Romania Casian Cidu Vlad Covaliu Mihnea Enache Radu Nitu                       | Italia Edoardo Cantini Francesco Pagano Edoardo Reale Marco Stigliano          |

### Donne
| Specialità  | Oro                                                                | Argento                                                                       | Bronzo                                                                      |
| Individuali |                                                                    |                                                                               |                                                                             |
| Fioretto    | Jessica Zi Jia Guo                                                 | Irene Bertini                                                                 | Vittoria Pinna Rino Nagase                                                  |
| Spada       | Oceane Francillonne                                                | Julia Yin                                                                     | Anita Corradino Leehi Machulsky                                             |
| Sciabola    | Qimiao Pan                                                         | Aleksandra Mikhailova                                                         | Luisa Fernanda Herrera Lara Alejandra Manga                                 |
| A squadre   |                                                                    |                                                                               |                                                                             |
| Fioretto    | Italia Irene Bertini Greta Collini Matilde Molinari Vittoria Pinna | Giappone Honami Chiba Rino Nagase Hiyori Nakade Yuzuha Takeyama               | Corea del Sud Minji Kim Chaehee Lee Byeoli Mo Minchae Shin                  |
| Spada       | Stati Uniti Sarah Gu Michaela Joyce Yasmine Khamis Leehi Machulsky | Italia Anita Corradino Allegra Cristofoletto Eleonora Orso Vittoria Siletti   | Francia Anaelle Doquet Oceane Francillonne Thais Naucelle Jardel Lana Tarin |
| Sciabola    | Francia Roxane Chabrol Alejandra Manga Aurore Patrice Toscane Tori | Italia Alessandra Nicolai Maria Clementina Polli Manuela Spica Mariella Viale | Ungheria Emese Domonkos Csenge Konya Zsanett Kovacs Anna Spiesz             |

## Medagliere
| Pos.   | Nazione       | Oro | Argento | Bronzo | Totale |
| ------ | ------------- | --- | ------- | ------ | ------ |
| 1      | Stati Uniti   | 3   | 0       | 4      | 7      |
| 2      | Italia        | 2   | 4       | 4      | 10     |
| 3      | Francia       | 2   | 1       | 3      | 6      |
| 4      | Giappone      | 1   | 1       | 2      | 4      |
| 5      | Romania       | 1   | 1       | 0      | 2      |
| 5      | Cina          | 1   | 1       | 0      | 2      |
| 7      | Svizzera      | 1   | 0       | 1      | 2      |
| 8      | Canada        | 1   | 0       | 0      | 1      |
| 9      | Regno Unito   | 0   | 2       | 0      | 2      |
| 9      | Russia        | 0   | 2       | 0      | 2      |
| 11     | Ungheria      | 0   | 0       | 1      | 1      |
| 11     | Corea del Sud | 0   | 0       | 1      | 1      |
| 11     | Spagna        | 0   | 0       | 1      | 1      |
| 11     | Uzbekistan    | 0   | 0       | 1      | 1      |
| Totale | Totale        | 12  | 12      | 18     | 42     |